# Lorraine Warren

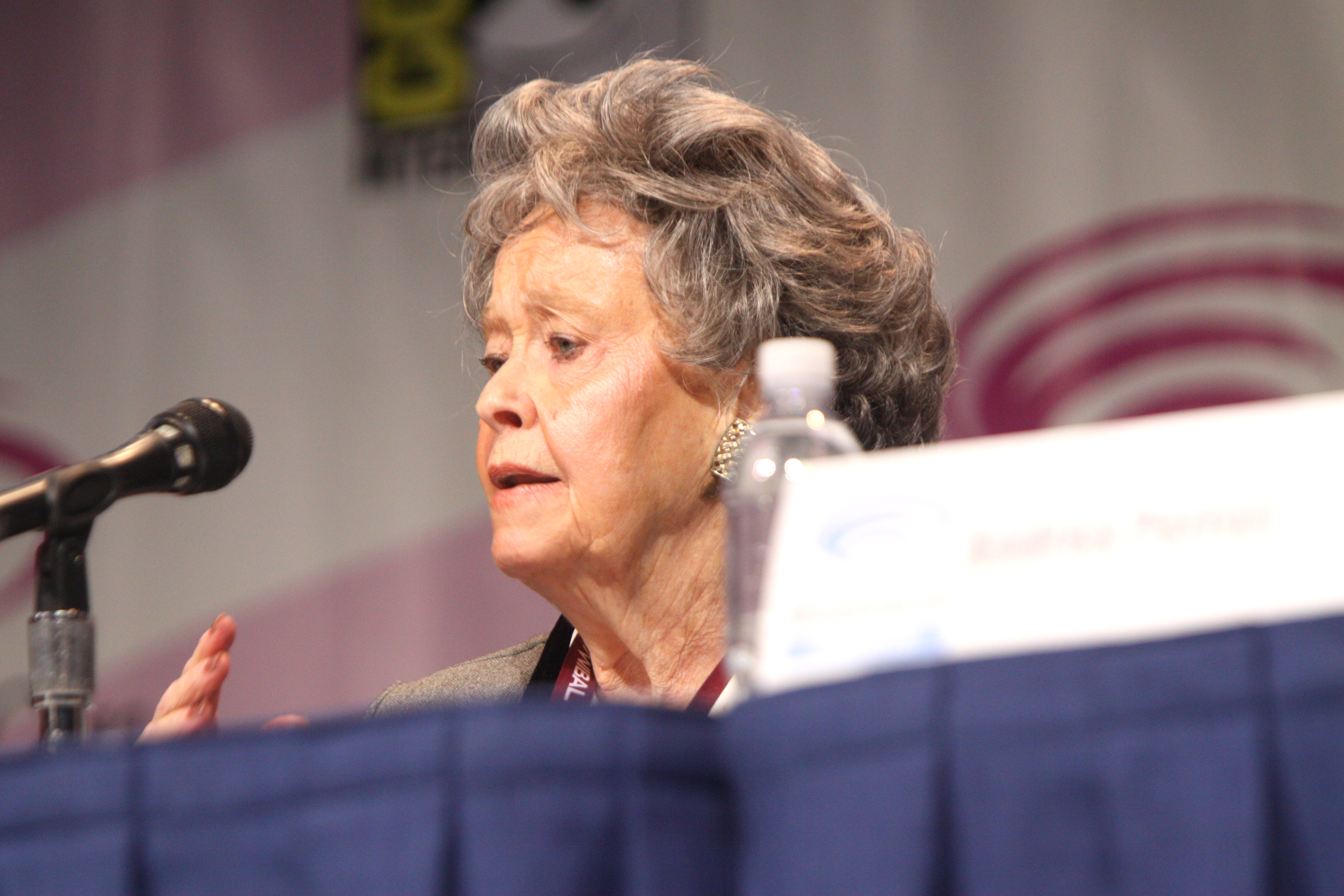
Lorraine Warren (2013)

Lorraine Rita Warren (* 31. Januar 1927 in Bridgeport, Connecticut; † 18. April 2019 in Monroe, Connecticut) war eine US-amerikanische Dämonologin und selbsternanntes Medium, die mit ihrem Ehemann Ed Warren in vielen paranormalen Fällen ermittelte. Außerdem schrieb sie Bücher über ihre Erfahrungen und Erlebnisse.

## Leben

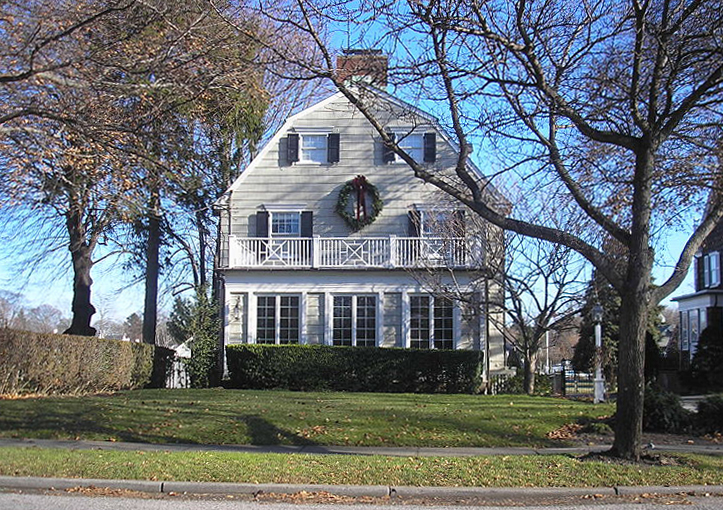
Amityville Horror House

Mit ihrem Mann fing sie früh an, gezielt nach Geisterhäusern zu suchen, um diese dann zu zeichnen. Eines dieser Häuser war das Ocean Born Mary House, das später durch dessen Untersuchungen bekannt wurde. Ed Warren und seine Frau waren über drei Jahrzehnte die führenden „Spukforscher“ in den USA und hielten an Hochschulen und Universitäten Vorlesungen zu parapsychologischen Themen, unter anderem auch 1972 an der Militärakademie von West Point. Ihre bekanntesten Ermittlungen waren die des Amityville Horror House und der Annabelle-Puppe. Die Warrens hatten außerdem ein eigenes Okkultismus-Museum in ihrem Haus. Darin befanden sich Gegenstände, die sie von den von ihnen untersuchten Orten mitnahmen.

## Verfilmungen
Einige Fälle der Parapsychologen dienten als Vorlage für verschiedene Filme des Conjuring-Universums. Ed und Lorraine wurden dabei von Patrick Wilson und Vera Farmiga gespielt.
- Conjuring – Die Heimsuchung (2013)
- Conjuring 2 (2016)
- Conjuring 3: Im Bann des Teufels (2021)

## Bücher
- Ghost Hunters: True Stories from the World’s Most Famous Demonologists. Ed Warren, Lorraine Warren, Robert David Chase, St. Martin’s Press, 1989. ISBN 978-0-312-03353-8
- The Haunted: The True Story of One Family’s Nightmare. Robert Curren, Ed Warren, Lorraine Warren, St. Martin’s Press, 1989. ISBN 0-312-91453-9
- Werewolf: A Story of Demonic Possession. Ed Warren, Lorraine Warren, Bill Ramsey, William Ramsey, Robert David Chase, St. Martin’s Press, 1991. ISBN 0-312-06493-4
- In a Dark Place: The Story of a True Haunting. Ray Garton, Ed Warren, Lorraine Warren, Al Snedecker, Carmen Snedecker, Random House Publishing Group, 1992. ISBN 0-394-58902-5